# Повелительное наклонение
Повелительное наклонение (лат. modus imperativus; также императи́в) — форма наклонения, выражающая волеизъявления (приказ, просьбу или совет). Например: иди, пойдём, говорите.

## Значение
Уже в древнейшую эпоху индоевропейского праязыка существовала форма глагола, которая имела цель побуждать других лиц к известному действию. В ведийском санскрите повелительное наклонение употребляется лишь в положительном смысле и только в позднейшем, классическом санскрите начинает выражать запрещение, сочетаясь с частицей mâ (греч. μή — чтобы не, да не…). Такое же положительное употребление повелительного наклонения встречается в языке древнейших частей Авесты, тогда как в греческом языке его отрицательное употребление было уже довольно частым. Повелительное наклонение обозначало первично не только приказание, но и желание, просьбу. Так, обращение к богам в Ригведе постоянно выражается в формах повелительного наклонения: «запряги своих коней, приди и сядь на жертвенную постилку, выпей жертвенный напиток, услышь нашу молитву, дай нам сокровища, помоги в битве» и т. д. Обыкновенно повелительное наклонение выражает ожидание немедленного наступления действия, но иногда оно имеет в виду и такое действие, которое должно наступить только по окончании другого.

## Морфологические признаки

### В индоевропейских языках
Для выражения желания, чтобы действие наступило только после известного момента, в будущем, употреблялась особая форма повелительного наклонения с суффиксом -tōd, лат. -tō, др.-греч. -τω, который некоторые ученые считают формой отложительного падежа (лат. Ablativus) от местоименной основы to- (этот) и толкуют: «считая от этого момента».
Индоевропейский праязык имел только три формы настоящего повелительного наклонения:
1. с суффиксом -dhi (санскр. -dhi и -hi, др.-греч. -θι, ср. санскрит. crudhì, ihì, греч. κλῦθι, ἴθι — послушай, приди);
2. чистая глагольная основа с тематическим гласным е в конце: пра-и.е. *bhere, санскр. bhára, гр. φέρε — «принеси»;
3. такая же основа с вышеупомянутым суффиксом -tôd (санскрит. bháratâd, греч. φερέτω), употреблявшаяся первично во всех трёх числах не только второго, но и третьего лица (такое её употребление встречается и в санскрите).

Отсюда можно вывести правдоподобное предположение, что и другие перечисленные выше формы повелительного наклонения некогда употреблялись для всех лиц и чисел без всякого изменения; выражая просто известное требование, без определенного отношения к какому-нибудь лицу, вроде теперешнего неопределенного наклонения в смысле повелительного: «молчать!» и т. п. Кроме этих исконных, древних форм, в смысле повелительного наклонения в индоевропейском праязыке употреблялись и формы так называемых:
1. инъюнктива вроде санскрит. bhárata, bháraiam, греч. φέρετε, φέρετον и др.,
2. сослагательного наклонения (санскрит. 1 л. мн. действ. bhárâma, средн. bhárâmahâi),
3. желательного (старослав. бери, берете),
4. изъявительного и даже неспрягаемых глагольных образований.

### В славянских языках
В славянском языке формами старого повелительного наклонения можно считать только формы нетематических глаголов вроде виждь, яждь, даждь, веждь, русские вишь (вижь), ешь (вместо еж). Остальные славянские формы повелительного наклонения суть формы желательного наклонения.

### Русский язык
В русском языке повелительное наклонение может образовываться синтетически (изменением формы или добавлением аффикса «-те») и аналитически (с помощью частиц «пусть», «пускай», «да», «давай/давайте»). Аффиксы, с помощью которых образуются синтетические формы (-и-, нулевой суффикс, -те) интерпретируются по-разному: как суффиксы, окончания, частицы; некоторые учёные вообще не расшифровывают статус данных аффиксов.

#### II лицо единственного числа
Глаголы повелительного наклонения образуются от основы настоящего (для несовершенного вида) или простого будущего (для совершенного вида) времени с использованием нулевого суффикса или суффикса -и. Морфологических показателей рода нет.
Нулевой суффикс используется для глаголов в настоящем времени, во 2-м или 3-м лице единственного числа и 1-м или 3-м лице множественного числа, либо для оканчивающихся смягченной согласной буквой, либо на -й если:
- ударение падает на основу: сядешь — сядь, веришь — верь, моешь — мой, режешь — режь (исключение: лечь — ляг);
- ударение падает на конечную гласную: поёшь — пой, бьёшь — бей, льёшь — лей.

Суффикс -и используется для глаголов в настоящем времени, во всех лицах (или в 1-м лице единственного числа), если ударение падает на окончание: веду — веди, несу — неси, пишу — пиши (исключения: дать — дай, давать — давай, вставать — вставай, доставать — доставай, узнавать — узнавай, ехать — езжай).
Для некоторых глаголов могут использоваться обе флексии: выброси и выбрось, чисти и чисть, высыпи и высыпь, уведоми и уведомь, закупори и закупорь.

#### II лицо множественного числа
Форма множественного числа образуется путём присоединения постфикса -те: верь — верьте, ляг — лягте, пой — пойте, давай — давайте.

#### I лицо множественного числа
Для некоторых глаголов встречается форма повелительного наклонения I лица множественного числа, иногда называемая побудительной. Она образуется от формы I лица множественного числа изъявительного наклонения добавлением постфикса -те: идёмте, споёмте, поедемте. Эта форма употребляется только в обращении ко многим лицам или к одному уважительно (на вы).